# Амля
Острів Амля (алеут. Amlax) — острів у групі Алеутських островів. Знаходиться на східному краї Андреянівських островів між островами Атка та Сігуам. Розміри острова: у довжину 74 км, у ширину — 14 км; площа острова 445,7 км2 (36-тий найбільший острів США), найвища точка острова — 661 м. На острові відсутне постійне населення і він є другим за розміром безлюдним островом Алеутських островів. Поруч знаходяться острови  Agligadak, Sagigik та Танадак